# Joe DiPenta
Joe DiPenta, född 25 februari 1979, är en kanadensisk före detta ishockeyspelare. 2007 var han med och vann Stanley Cup med Anaheim Ducks. Hans moderklubb är Cole Harbour Red Wings. 
Säsongen 2008/2009 spelade han för Frölunda HC. Han avslutade sin aktiva hockeykarriär efter säsongen 2010/2011 i Syracuse Crunch i AHL.